# Pierre Roger (natation)
Pour les articles homonymes, voir Roger et Pierre Roger.
Pierre Roger, né le 8 février 1983 à La Flèche (Sarthe), est un nageur français, spécialiste de dos et papillon.

## Biographie
(février 2014).
Si vous disposez d'ouvrages ou d'articles de référence ou si vous connaissez des sites web de qualité traitant du thème abordé ici, merci de compléter l'article en donnant les références utiles à sa vérifiabilité et en les liant à la section « Notes et références ».
Il obtient son premier titre national en 1998 en remportant l'épreuve du 100 m dos des Championnats de France minimes et, deux années plus tard, il récidive en devenant, dans la même discipline, champion de France cadets. 
Il intègre l'équipe de France en 2001 et participe cette même année aux Championnats du monde à Fukuoka, où il est éliminé en demi-finale du 200 m dos et aux Championnats d'Europe en petit bassin à Anvers, où il est éliminé en séries des épreuves des 50, 100 et 200 m dos.
Il obtient son premier podium international le 30 juillet 2002 aux Championnats d'Europe à Berlin. Médaillé de bronze sur 100 m dos avec un nouveau record de France, puis une deuxième fois 5 jours plus tard avec le titre de vice-champion d'Europe sur le relais français du 4 × 100 m 4 nages.
Aux Jeux olympiques de 2004 à Athènes, il est engagé dans l'épreuve du 100 m dos, où il termine à la 21e place.
Son palmarès aux Championnats de France depuis sa 1re participation en 2001 est élogieux, avec 10 titres, 8 places de 2e et 5 places de 3e dans les épreuves des 50, 100, 200 m dos et 200 m papillon.
En 2005 il intègre le « Team Lucas » le célèbre groupe de nageurs de haut niveau dirigé par Philippe Lucas où il partage les entraînements avec Laure Manaudou jusqu'en 2008.
En 2007, aux Championnats de France en petit bassin, il est champion de France du 200 m papillon et vice-champion des 50, 100 et 200 m dos. Il intègre l'équipe du « Lagardère Paris Racing » cette même année jusqu'en 2010.
Aux Jeux olympiques de 2008 à Pekin, il est engagé dans l'épreuve du 200 m dos, dans laquelle il termine à la 17e place.
Le 7 décembre 2008, il obtient la médaille de bronze lors des Championnats d'Europe en petit bassin à Rijeka.

## Palmarès

### Jeux olympiques
2 sélections : Athènes 2004 et Pékin 2008

### Championnats du monde de natation
3 sélections : Fukuoka 2001, Barcelone 2003, Montréal 2005

### Championnats d'Europe de natation
7 sélections : Anvers 2001, Berlin 2002, Dublin 2003, Madrid 2004, Rijeka 2005, Trieste 2006, Eindhoven 2008.
- Championnats d'Europe de natation 2002 à Berlin  Allemagne :
  -  Médaille d'argent du relais 4 × 100 m 4 nages (Pierre Roger~Hugues Duboscq~Franck Esposito~Romain Barnier) (3 min 36 s 55)
  -  Médaille de bronze du 100 m dos  (54 s 89)[1]

### Championnats de France de natation
10 titres de Champion de France
8 titres de Vice Champion de France
5 médailles de bronze

## Records personnels[2]
- Grand bassin :
- 2 records de France sur 100 mètres dos et 200 mètres dos

| Epreuve   | Temps         | Record           | Lieu             | Date            |
| 50 m dos  | 26 s 32       | Record personnel | Nancy France     | 14 avril 2005   |
| 100 m dos | 54 s 89       | Record de France | Berlin Allemagne | 30 juillet 2002 |
| 200 m dos | 1 min 56 s 42 | Record de France | Dunkerque France | 25 avril 2008   |

- Petit bassin

| Epreuve   | Temps         | Record           | Lieu           | Date             |
| 50 m dos  | 24 s 21       | Record personnel | Angers France  | 7 décembre 2008  |
| 100 m dos | 51 s 00       | Record personnel | Rijeka Croatie | 15 décembre 2008 |
| 200 m dos | 1 min 52 s 26 | Record personnel | Rijeka Croatie | 7 décembre 2008  |